# El Tejocote, Temascalcingo
El Tejocote, även känd som La Loma, är en ort i kommunen Temascalcingo i delstaten Mexiko i Mexiko. Samhället hade 550 invånare vid folkräkningen 2020.